# Spraggtjärnen (Dalby socken, Värmland)
Spraggtjärnen är en sjö i Torsby kommun i Värmland och ingår i Göta älvs huvudavrinningsområde.